# Райтсон, Патрисия
Патрисия Райтсон (англ. Patricia Wrightson, 1921—2010) — австралийская детская писательница.

## Биография
Родилась в сельском городке Лисмор в Новом Южном Уэльсе, до поступления в школу в Квинсленде училась заочно. Во время второй мировой войны Патрисия работала на военном заводе в Сиднее. Писательская карьера П.Райтсон началась, когда она работала администратором больницы в одном из городков Нового Южного Уэльса. В 1955 году вышел её первый роман — «Изогнутая змея» (The Crooked Snake). В 1960 году Райтсон переехала в Сидней, где стала сначала помощником редактора, а затем редактором Школьного журнала — ежемесячной литературной антологии, которую государственный департамент образования бесплатно распространял по всем начальным школам в Новом Южном Уэльсе.
Раннее творчество Патрисии Райтсон критики характеризуют как реалистическое, но с начала 1970-х в её произведениях начинают преобладать мотивы, связанные с фольклором австралийских аборигенов. Поэтический язык произведений Райтсон наиболее полно раскрылся в её главном произведении — трилогии «Песнь о Вирруне», включающей книги «Надвигаются льды»; «Тёмный блеск воды» и «В спину ветру» («The Ice is Coming», «The Dark Bright Water», «Behind the Wind»). Трилогия посвящена жизни юноши-аборигена Вирруна, который стремится спасти страну от разрушения. Две более поздние книги Райтсон — «Темнолуние» и «Balyet» — описывают противостояние современного человека и австралийского буша с его мифологией. В «Темнолунии» речь идёт о грозящей экологической катастрофе, сдобренной своеобразным юмором; в «Balyet» преобладает печаль.
Творчество П.Райтсон получило широкое признание в Австралии и во всём мире, она была удостоена многих национальных и международных премий, её произведения переведены на 16 языков. Ещё при жизни писательницы, в 1999 году, а Австралии была учреждена литературная  премия, названная в  её честь.
Патрисия Райтсон умерла 15 марта 2010 года в госпитале в Новом Южном Уэльсе.

## Награды
- Орден Британской империи (1977)
- Премия Дитмара[англ.] (1982)
- Dromkeen Medal[англ.] (1984)
- Премия имени Х. К. Андерсена (1986)
- Лучшая детская книга года Австралии[англ.] (1956, 1974, 1978, 1984)